# Stewart Arnott
Pour les articles homonymes, voir Arnott.
Stewart Arnott est un acteur britannique.

## Filmographie

### Cinéma
- 1989 : Preuve à l'appui : l'assistant de Nick
- 1991 : The Making of Monsters : l'amoureux
- 1992 : RSVP : l'ami de Sid
- 2002 : The Circle : M. Turner
- 2003 : Absolon : Dr John Stewart
- 2003 : Love, Sex and Eating the Bones : Daryl Keyes
- 2006 : Troubled Waters : le médecin
- 2007 : The Third Eye : Malcolm
- 2009 : Leslie, My Name Is Evil : le responsable de la compagnie
- 2010 : The Old Ways : le gouverneur
- 2010 : Trailing Arbutus : Timothy Arbutus
- 2014 : RoboCop : le responsable de la chambre du sénat
- 2016 : Prisoner X : le directeur du CIA
- 2017 : La Forme de l'eau : Bernard

### Télévision
- 1981 : The Great Detective : Lawrence Deacon (1 épisode)
- 1987 : Check It Out : Paul Fredericks (1 épisode)
- 1988-1992 : Street Legal (en) : Steve Kelso et le falsificateur (2 épisodes)
- 1995 : Le Justicier des ténèbres : sénateur Tom Gardiner (1 épisode)
- 1995 : Un tandem de choc : l'agent du FBI Borland (1 épisode)
- 1997 : Riverdale : Charles
- 1999 : Psi Factor, chroniques du paranormal : Ted Harman (1 épisode)
- 2000 : Un intrus dans la famille : Tom Jeanrette
- 2000 : Le Monde merveilleux de Disney : Lusby et le patron de la ferme (2 épisodes)
- 2001 : Les Liens du cœur : Peter
- 2001 : Soul Food : Les Liens du sang : M. Walker (1 épisode)
- 2002 : Queer as Folk : Howard Bellweather (1 épisode)
- 2002 : Cadet Kelly : Capitaine Lawrence
- 2002 : The Eleventh Hour : Cody Formier (1 épisode)
- 2003 : Odyssey 5 : Dr John Bertran (1 épisode)
- 2003 : Degrassi : La Nouvelle Génération : le ministre (1 épisode)
- 2003 : Méthode Zoé : M. Walker (1 épisode)
- 2003 : Sue Thomas, l'œil du FBI : Selby (1 épisode)
- 2006 : Angela's Eyes : Joe (1 épisode)
- 2007 : Au nom de ma fille : le principal (1 épisode)
- 2007 : ReGenesis : Harmon Rodman (1 épisode)
- 2007 : 'Til Death Do Us Party : Mitch (1 épisode)
- 2008-2012 : Dangers dans le ciel : Capitaine Al Haynes et l'ingénieur Bellgarde (2 épisodes)
- 2011 : The Listener : Juge Sonnenfeld (1 épisode)
- 2011 : Les Kennedy : Dr John Walsh (1 épisode)
- 2011 : Breakout Kings : Perry Roland (1 épisode)
- 2011 : Flashpoint : le médecin de Sophie (1 épisode)
- 2011-2017 : Les Enquêtes de Murdoch : Dr William Osler et Dr Lawrence Abbot (2 épisodes)
- 2012 : Amiennemies : Pemberly
- 2012 : Bomb Girls : Dr Yves Poitier (3 épisodes)
- 2012 : Le Déshonneur d'un Colonel : Louis
- 2012 : The L.A. Complex : le professeur de théâtre (1 épisode)
- 2014 : The Lottery : le deuxième juge (1 épisode)
- 2014 : Le Transporteur : le responsable de la banque (1 épisode)
- 2015 : The Lizzie Borden Chronicles : le ministre (1 épisode)
- 2015-2018 : Bienvenue à Schitt's Creek : l'avocat (2 épisodes)
- 2016 : Saint-Valentin pour toujours : M. Stanheight
- 2016 : 22.11.63 : Dr Densborough (1 épisode)
- 2017 : Reign : Le Destin d'une reine : le comte de Gordon (1 épisode)
- 2017 : Designated Survivor : Juge Richard Brickner (1 épisode)
- 2018 : Suits : Avocats sur mesure : Tom Perkins (1 épisode)
- 2018 : Private Eyes : Simon Murphy (1 épisode)